# Клен, Тюра
Тюра (Тира) Клен (швед. Tyra Kleen; 29 июня 1874, Стокгольм — 17 сентября 1951, Лидингё) — шведская художница, писательница и иллюстратор. Её творчество во многом близко символизму и ар нуво. Тюра Клен много путешествовала, имела широкие международные связи, активно выступала за права женщин.

## Биография и творчество
Тюра Клен родилась в Стокгольме в 1874 году. Она была младшей из троих детей шведского дипломата Рикарда Клена и его жены Амалии. Семья много путешествовала, что привило Тюре интерес к разным культурам и изучению языков. Девочка рано начала рисовать; её первыми учителями были мать и бабушка по отцовской линии.
В возрасте 15 лет Тюра отправилась учиться искусству в Германию: вначале в Дрезден, затем в Карлсруэ и Мюнхен. После этого она продолжила своё обучение во Франции, в Париже, где посещала Академию Коларосси, Академию Жюлиана, Академию Делеклюза и Академию Витти. Ей была близка парижская атмосфера эпохи fin-de-siècle; кроме того, в этот период она увлеклась теософией. Тюра создавала иллюстрации к произведениям Шарля Бодлера, Эдгара По, Мориса Метерлинка и других поэтов, проникнутые духом символизма.
Ненадолго вернувшись в Стокгольм, в 1898 году Тюра отправилась в Рим, где провела десять последующих лет. Художница много работала, в том числе в технике литографии, и регулярно участвовала в выставках в Риме, Париже, Берлине, Лондоне, Санкт-Петербурге. Она много путешествовала, общалась с художниками из разных стран, и постоянно вела дневники.
В 1907 году Тюра решила приобрести участок земли недалеко от Стокгольма и построить собственный дом. Её выбор пал на Лидингё, где в 1908 году она построила большую виллу с террасой и мастерской для работы. В 1910 году в Стокгольме была создана Ассоциация женщин-художников (швед. Föreningen Svenska konstnärinnor), и Тюра была в числе её основателей. В 1911 году она отправилась вместе со своей подругой Эллен фон Платтен на Цейлон, где провела три месяца, записывая впечатления в своём дневнике. В том же году она опубликовала книгу о своём путешествии «Strövtåg i Orienten».

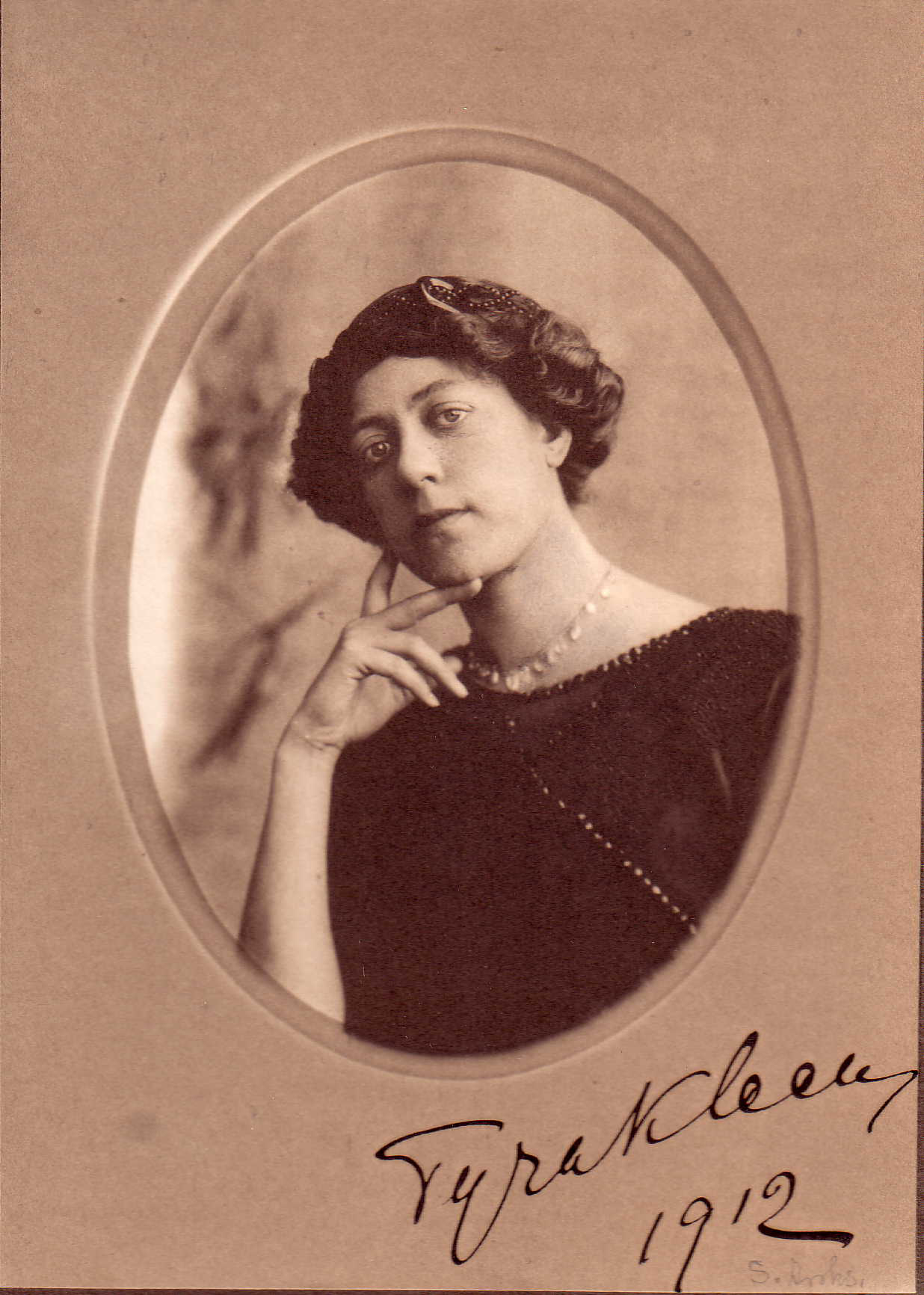
Тюра Клен в 1912 году

В 1916—1917 годах Тюра Клен побывала в США и Вест-Индии. В 1919 она совершила одиночное путешествие на Яву и Бали, где пробыла два года. Она много рисовала, запечатлевая местные обычаи и церемонии, а также делала фотографии. Впоследствии эти работы демонстрировались в Музее Виктории и Альберта в Лондоне, а также в галерее Лильевальс в Стокгольме. Собранных во время путешествия материалов хватило также на пять книг и ряд статей. В 1925 году она посетила Египет и Грецию. В 1938 году Тюра Клен была награждена Серебряной медалью Юхана Аугуста Вальберга за выдающийся вклад в географию и антропологию.
Тюра Клен продолжала путешествовать, писать и рисовать до конца своей жизни. Она никогда не была замужем, и у неё не было детей. Художница умерла в Лидингё в 1951 году.
Творчество Клен, особенно раннее, проникнуто духом символизма, который она впитала, путешествуя по Европе. Она также делала многочисленные зарисовки пейзажей и людей, которые её окружали. Её «французские» картины и рисунки, изображающие кафе, элегантных мужчин и красивых женщин, передают атмосферу «конца века» в Париже. Интересен автопортрет художницы 1909 года, на котором она предстаёт в очках, с палитрой, в чёрном платье с подчёркнуто высоким белым воротником и в широкополой шляпе с огромным пером. Целью искусства художница считала воплощение идей через символы, в атмосфере мистики и недосказанности, однако без отказа от смыслового содержания. В своих иллюстрациях к Бодлеру и По Клен создаёт целый мир на грани фантазии и реальности. В её работах также ощущается глубокий интерес к теософии.
Обширное наследие Тюры Клен включает работы маслом, акварели, рисунки и гравюры. Кроме того, сохранились её фотографии и дневники за 60 лет жизни. По завещанию художницы, её работы не должны были демонстрироваться на публике в течение пятидесяти лет после её смерти. В 2018 году в стокгольмской Тильской галерее состоялась выставка «Тюра Клен. Художница, путешественница, любительница приключений» (Tyra Kleen (1874—1951). Konstnär, vagabond, äventyrare).